# Léon Ponzio
Léon Ponzio (Niça, febrer de 1887 - París, 11 de novembre de 1947) fou un baríton i compositor francès.
Va debutar el 1910 al Théâtre de la Monnaie de Brussel·les i va continuar treballant en aquest teatre d'òpera fins al 1914. El 1919 va aparèixer en diverses òperes franceses i italianes a l'Òpera de Montecarlo. En les temporades 1920-1922 va ser membre de nou del Théâtre de la Monnaie. El 1922 va aparèixer al Théâtre Lyrique de París a l'opereta Les mousquetaires au couvent de Louis Varney. El 1930 canta a la Opéra de París el paper de Figaro a Il Barbiere di Siviglia, el pare de Germont a La Traviata i a l'heroi epònim de Marouf d'Henri Rabaud. El 1932 va aparèixer com a convidat a l'Opéra-Comique de París. El 1935 va cantar amb èxit com a convidat al Covent Garden com a Figaro a Il Barbiere di Siviglia i Marcello a La Bohème. Posteriorment va ser actiu com a professor de cant a París.
La Temporada 1930-1931 va cantar al Gran Teatre del Liceu de Barcelona.